# Ken Hike jr.
Ken Hike jr. (Decatur, 9 settembre 1995) è un giocatore di football americano statunitense che milita nel ruolo di cornerback negli Helvetic Mercenaries.